# Joachim Luetke
Joachim Luetke (* 1957 in Lörrach) ist ein deutscher Multimediakünstler.

## Details
Luetke ist vor allem für seine grafische Arbeit für Bands wie Arch Enemy, Dimmu Borgir, Kreator, Marilyn Manson, Meshuggah, Sopor Aeternus and The Ensemble of Shadows, Rage und andere bekannt.
Seine Kunst wurde auch in Buchform publiziert und sein Stil auch mit der Arbeit von HR Giger verglichen.
Außerdem illustrierte er für das deutsche Science-Fiction-Magazin Perry Rhodan, das seit den 1960er Jahren für seine heftige Kritik an der aktuellen Realität bekannt ist. Die Illustration „Saturnraumschiff der Choolks“ aus Heft Nr. 827 ist seine bekannteste Zeichnung und gilt als eine der besten Risszeichnungen jener Zeit.

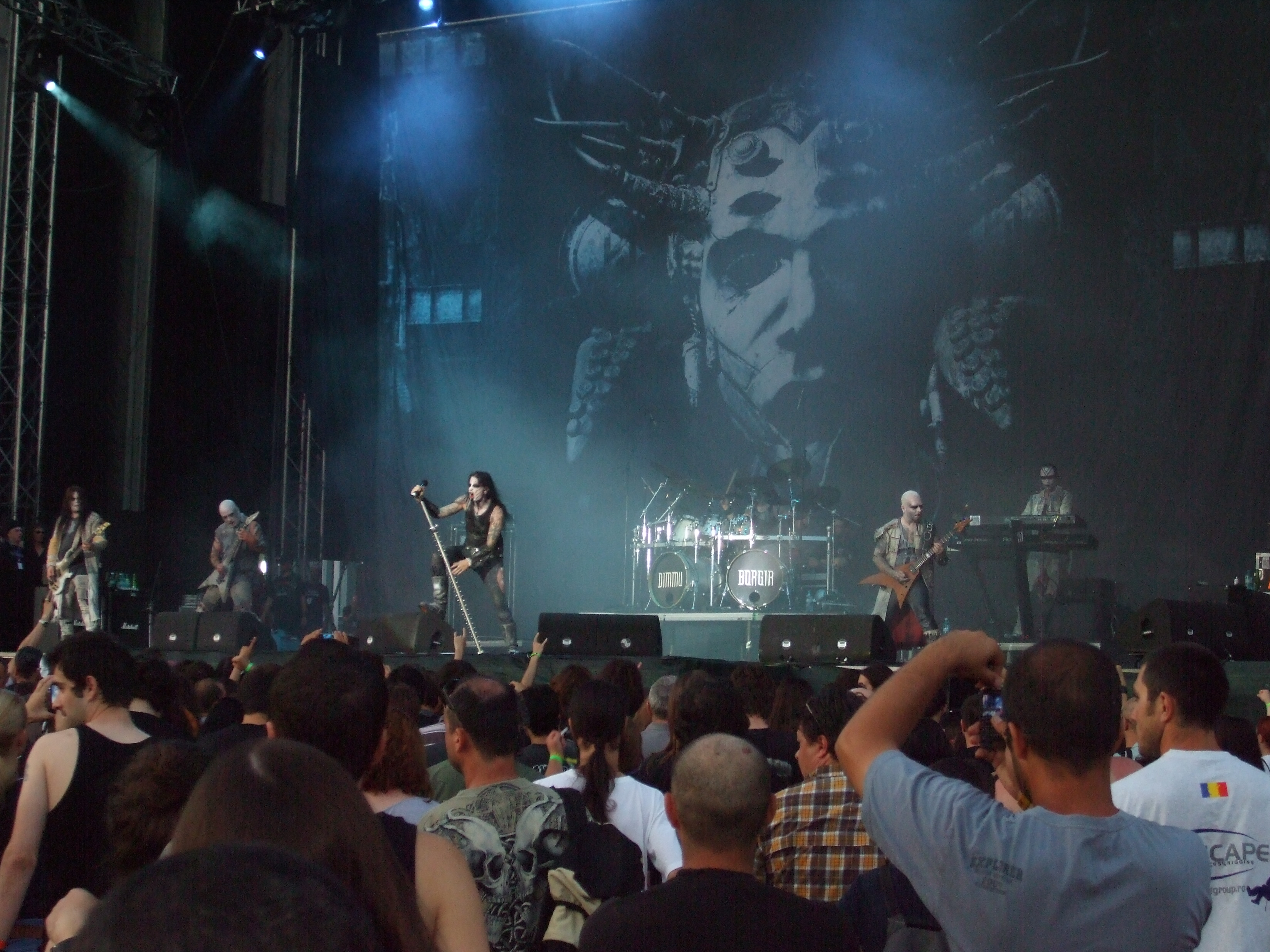
Covergestaltung für das Album Abrahadabra von Dimmu Borgir als Kulisse beim Konzert der gleichnamigen Band.

## Künstlerische Ausbildung
Luetke studierte Ende der 1970er Jahre Grafikdesign in der Schweiz. Anschließend vertiefte er seine künstlerischen Fähigkeiten an der Akademie der Bildenden Künste in Wien, Österreich.
Sein Lehrer und zugleich Mentor war der österreichische und phantastische Realist Rudolf Hausner, der zum Gründungskreis der Wiener Schule des Phantastischen Realismus gehörte.

## Publikationen
- Joachim Luetke: Posthuman – The Art of Joachim Luetke. Weitbrecht Verlag, Wien 2000, ISBN 3-522-71935-2 (128 S.).